# Рейчъл Рокс
Рейчъл Рокс (на английски: Rachel Roxxx) e артистичен псевдоним на американската порнографска актриса Рейчъл Лин Купър (Rachel Lyn Cooper), родена на 2 март 1983 г. в град Сан Антонио, щата Тексас.

## Биография
През 2001 г. завършва средното си образование в Langham Creek High School. Есента на същата година Рейчъл се записва да следва в университет, а именно Stephen F Austin State University, в който учи до 2003 г.  След това работи като сервитьорка в ресторант от веригата Hooters . През 2005 г. записва и професионален курс в училището за кариери, свързани с поддържането на красива външност - Royal Beauty Careers.  Още докато е сервитьорка в Hooters, неин приятел от Хюстън я кани да се пробва в порно индустрията, но Рейчъл не е склонна да прибързва и решава да помисли над предложението. Тя обаче се колебае доста време - няколко години, за да вземе накрая решението да опита да се снима в порно филми.  Това обаче забавя донякъде кариерата ѝ в порно индустрията, тъй като тя започва чак на 22 години, възраст, на която редица от нейните колежки са вече утвърдени имена.

## Порнографска кариера
Рейчъл Рокс започва своята кариера си в порнографската индустрия през 2005 г., когато е на 22 години. Първата ѝ секс сцена е в аматьорските серии „Shane’s World College Amateur Tour“ в Тексас. Рейчъл обаче казва, че не ѝ се говори за тази първа сцена и допълва, че е извървяла доста дълъг път оттогава. 
Във филмите си прави мастурбации, вагинален, орален и анален секс, изпразване на лицето ѝ, гълтане на сперма, лесбийски секс и групови изпълнения.
През август 2009 г. снима първата си анална сцена. Тя е част от сериите „Big Tits At Work“ на компанията „Брейзърс“ и се нарича "An Ass Made By The Sweetest Angels".

## Награди и номинации
Номинации за индивидуални награди
- 2011: Номинация за AVN награда за недооценена звезда на годината.[10][11]
- 2012: Номинация за AVN награда за невъзпята звезда на годината.[12]

Номинации за награди за изпълнение на сцени
- 2011: Номинация за AVN награда за най-добра POV секс сцена – за изпълнение на сцена във филма „Виртуален реалити симулатор 3D“.[10]